# Pedro Petrone
Pedro Petrone (Montevidéu, 11 de maio de 1904 - 13 de dezembro de 1964) foi um futebolista uruguaio que jogava como centroavante.
El Perucho fez parte da chamada Celeste Olímpica, conquistando, entre outros títulos, o bicampeonato olímpico em 1924 (em que foi artilheiro e autor do primeiro gol da final) e 1928. Petrone também brilhou na Copa América. Foi o primeiro jogador a ser artilheiro de mais de uma edição e ainda é o único artilheiro três vezes da competição, em 1923, 1924 (quando também foi eleito o melhor jogador) e 1927, sendo campeão nessas duas primeiras e vice na terceira. É o sexto maior artilheiro do torneio, com dez gols.[carece de fontes?]
Também ganhou a primeira Copa do Mundo em 1930, mas com uma lesão permitindo-lhe jogar somente a estreia. Com uma posterior carreira de sucesso na Itália, com uma artilharia na Serie A, foi um primeiro exemplo de campeão de Copa do Mundo consagrado internacionalmente sem exatamente brilhar no torneio, como Pepe (1958 e 1962), Günter Netzer (1974), Franco Baresi (1982), Ricardo Bochini (1986), Raí (1994), Kaká (2002), Francesco Totti (2006) ou Fernando Torres (2010).

## Carreira em clubes

### Início
Notável centroavante, artífice das grandes conquistas uruguaias da década de 1920, começou no terceiro quadro do pequeno Solferino, aos 16 anos, atuando como goleiro. Em 1923, passou ao Charley, ainda como goleiro, mas passando ao ataque quando o time necessitava. O clube não saía das últimas colocações,[carece de fontes?] mas, após somente sete jogos pelo Charley, Petrone recebeu sua primeira convocação à seleção uruguaia, disputando a Copa América daquele ano.
Ainda como jogador do Charley, Petrone disputou também as Olimpíadas de 1924. Após a conquista olímpica, solicitou transferência ao Nacional, uma de suas vítimas pelo Charley.

### Brilho no Nacional
O Nacional havia sido campeão uruguaio daquele 1923. Seu centroavante Ángel Barlocco era festejado e jogador de seleção, mas se veria ofuscado com a chegada de um jogador ainda mais fenomenal que era Petrone. Quando Petrone chegou, o clube comemorava as bodas de prata de sua fundação em 1899 e a vinda do reforço, que havia sido o artilheiro das Olimpíadas, foi considerada "o passe que revolucionaria" o campeonato, embora o Nacional tenha também naquele ano recebido Héctor Castro: na edição de 1924 do torneio uruguaio, iniciado ainda enquanto as Olimpíadas ocorria, Petrone jogou somente doze das 22 partidas e marcou vinte gols. Nas nove partidas prévias à sua estreia, o clube não conseguira somar mais de dois gols por jogo. Depois dela, a soma superior a dois gols veio em onze jogos. No único em que isso não ocorreu, contra o Rampla Juniors, foi de Perucho o gol da vitória de 1-0 fora de casa. Já a equipe do Charley, a única que ele não enfrentou, não voltou a jogar a elite uruguaia após 1924.[carece de fontes?]
No Nacional, desenvolveu parceria notável com Héctor Scarone, com a mídia uruguaia assegurando que eles foram os precursores da jogada conhecida como "tabela". "A Petrone só se tem que passar-lhe a bola e olhar o centro do campo: é gol", dizia Scarone. Dono de grande condição física, Petrone firmou-se com um centroavante de piques avassaladores e arremates potentes e precisos. Mudou também a concepção tática que predominava até então, a do ataque em leque, com os meias abertos e em dupla enquanto o centroavante se recuava para comandar o ataque. No ano de 1925, o clube faria uma excursão consagradora à Europa. No ano seguinte ao primeiro ouro olímpico do futebol uruguaio e sul-americano, a viagem confirmou o valor do futebol uruguaio. 700 mil pessoas viram o Nacional ao longo de 38 partidas. Foram 130 gols marcados, somente 30 sofridos, com 26 vitórias e somente cinco derrotas.

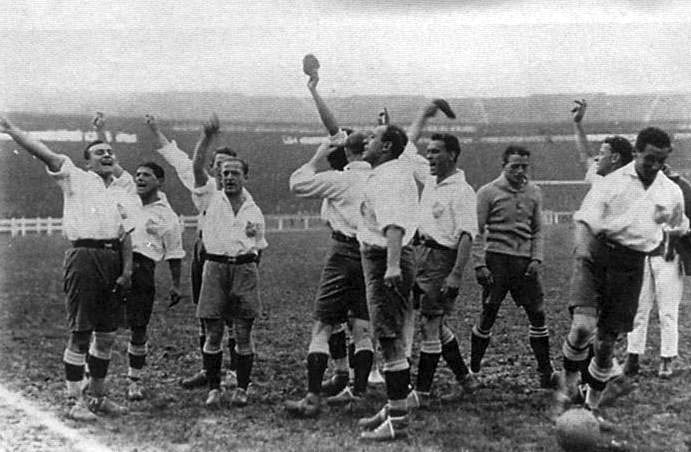
Urra dos jogadores do Nacional em Paris na excursão de 1925. Petrone é o jogador mais à esquerda.

Petrone era a grande sensação, com quinze gols em seis jogos, mas rompeu os meniscos contra o Barcelona,com quem os tricolores empataram em 2-2. Enquanto pôde jogar, Petrone destacou-se sobretudo ao marcar os cinco gols de um 5-0 no combinado da Normandia. Também causou primeira impressão em solo italiano, onde futuramente se destacaria, com um gol na vitória por 3-0 em Gênova sobre o Genoa,  dono de dois títulos italianos nas três temporadas anteriores e maior campeão do calcio naquela época.
A séria lesão fez com que Petrone só se recompusesse no ano de 1927, ainda perigoso, mas com rendimento ligeiramente menor, já não sendo capaz de cronometrar onze segundos em um pique de cem metros. Por causa dela, o colega Héctor Scarone, que armava-lhe o jogo, assumiu maior responsabilidade goleadora. No ano seguinte, Petrone pôde ir às Olimpíadas de 1928 e enfrentou novamente o Barcelona, dessa vez no estádio Gran Parque Central. Marcou o segundo gol na vitória por 3-0.
Desde a lesão de Petrone, em 1925, o Nacional não conseguia o título uruguaio, ficando sem ganha-lo entre 1924 e 1933, ainda que não houvesse campeonato em 1930 em função de realização, no país, da primeira Copa do Mundo.[carece de fontes?] O Nacional era a base da seleção, incluindo Petrone. Uma lesão na estreia o impediu que se sobressaísse na campanha vitoriosa, mas no ano seguinte o centroavante terminou contratado pela Fiorentina.

### Passagem rápida e consagradora na Fiorentina
Fundada em 1926, a equipe violeta participava pela primeira vez da elite do campeonato italiano e a contratação do uruguaio foi a primeira de um estrangeiro na história do clube. Petrone foi também o autor do primeiro gol do estádio Artemio Franchi, na época ainda nomeado Giovanni Berta. Sua estreia foi em amistoso no qual marcou os onze gols em vitória por 11-0. O time estreante ficou em um honroso quarto lugar e Petrone foi o artilheiro do torneio, com 25 gols (apenas um de pênalti) em 27 jogos, ao lado de Angelo Schiavio. Foi o primeiro uruguaio a se destacar largamente no calcio. Os 25 gols lhe foram por oitenta anos um recorde exclusivo para um uruguaio em uma só temporada na Itália, até serem igualados em 2011 por Edinson Cavani.
Em sua segunda temporada, Petrone foi deslocado de centroavante para meia-direita pelo técnico Hermann Felsner. Ainda assim, marcou doze vezes. Mas, embora amado em Florença, o jogador estava repleto de insatisfações, desde ao ambiente político do país a saudades da terra natal, como também à mudança de posição, desentendendo-se com o técnico Felsner. Foi multado com um mês sem salário e afastado do elenco. Resolveu então sair à força da Fiorentina, voltando ao Nacional em 1933.

### Suspensão e aposentadoria como campeão na volta ao Uruguai
Petrone chegou aos tricolores juntamente com José Nasazzi e Domingos da Guia. A campanha encerrou jejum tricolor que perdurava desde 1924. Perucho foi o artilheiro do elenco, com 17 gols, ainda que não pudesse disputar o campeonato até o fim. Aquela edição do campeonato uruguaio foi a mais longa da história, com Nacional e Peñarol terminando empatados na temporada regular, forçando a realização já no ano de 1934 de diversas finais empatadas, até o Nacional enfim vencer por 3-2 o quarto jogo-extra, já em novembro, enquanto o campeonato próprio pelo ano de 1934 já estava em andamento desde julho.
Petrone havia sido suspenso pela FIFA no início de 1934 após denúncia da Fiorentina pelo abandono irregular do centroavante antes do fim do contrato. Ainda assim, batizou de Fiorentina o haras que montou após passar a dedicar-se ao turfe, sua outra paixão, compartilhada com o amigo Carlos Gardel. No Nacional, foram 146 gols em 128 jogos. Na Fiorentina, 37 gols em 44 partidas.

## Seleção

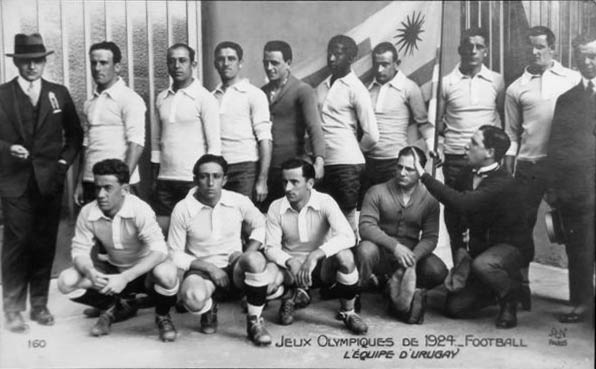
Seleção Uruguaia que foi campeã olímpica de 1924. Petrone é o antepenúltimo jogador em pé, atrás de José Leandro Andrade, o único negro.

Petrone estreou pela seleção uruguaia em 4 de novembro de 1923,[carece de fontes?] pela Copa América daquele ano. Ali nas Olimpíadas de 1924, foi ainda como jogador do modesto Charley. Em ambos os torneios, foi artilheiro e campeão: na Copa América, foram três jogos e três gols, incluindo contra Brasil (o primeiro na vitória por 2-1) e Argentina (o primeiro na vitória por 2-0).[carece de fontes?] Nas Olimpíadas de Paris, marcou duas vezes no 7-0 sobre a Iugoslávia na estreia, dois no 3-0 sobre os Estados Unidos na segunda rodada, dois (o terceiro e o quarto) no 5-1 sobre a anfitriã França nas quartas-de-final e o primeiro no jogo final contra a Suíça, na vitória por 3-0.[carece de fontes?]
Após a conquista, os uruguaios deram uma volta completa no campo, andando pela pista lateral e acenando para a plateia, inaugurando o gesto que ficaria conhecido como "volta olímpica", repetido por eles nas duas conquistas mundiais seguintes e posteriormente adotado por todos os países. Ainda em 1924, Petrone voltou a ser artilheiro e campeão também da Copa América daquele ano, já como jogador do Nacional. Foram quatro gols em três partidas, três deles no 5-0 (os dois primeiros e o último) na estreia contra o Chile.[carece de fontes?] Foi eleito o melhor jogador do torneio.[carece de fontes?]
Porém, em virtude da séria lesão nos meniscos sofrida no jogo contra o Barcelona na excursão europeia do Nacional em 1925, só voltou a jogar pela seleção em 1927. Mesmo com rendimento ligeiramente inferior ao que tinha antes, foi novamente artilheiro sul-americano, na Copa América daquele ano. Foram duas partidas de Petrone e três gols, todos na vitória de 9-0 sobre a Bolívia. A Celeste, porém, ficou no vice-campeonato para a Argentina. Ainda assim, a colocação lhe classificou juntamente com os vizinhos para as Olimpíadas de 1928.[carece de fontes?]
Nos Jogos de Amsterdã, Petrone estreou nas quartas-de-final marcando três gols na vitória por 4-1 sobre a Alemanha. Seu outro gol foi o primeiro do empate em 1-1 com a Argentina na primeira decisão, resultado que forçou uma segunda final, vencida por 2-1 mesmo sem El Perucho em campo.[carece de fontes?] O bicampeonato olímpico veio também em meio a torcida contra dos anfitriões neerlandeses, cuja seleção havia sido previamente eliminada pelo Uruguai.

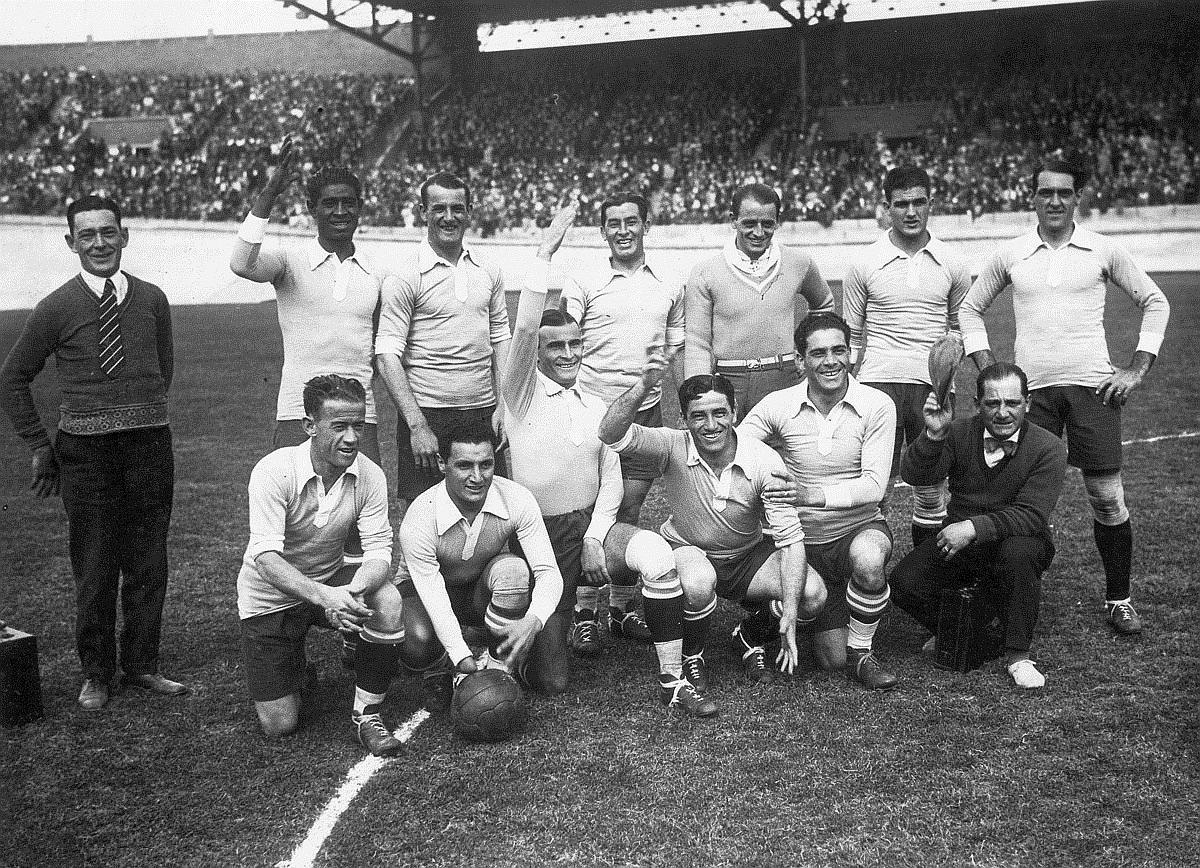
Seleção Uruguaia que foi campeã olímpica de 1928. Petrone é o terceiro jogador agachado, com um dos braços totalmente levantado.

Petrone ainda jogou também a Copa América de 1929, participando somente da estreia, sem marcar na derrota de 3-0 para o Paraguai. Os bicampeões olímpicos terminariam apenas na terceira colocação.[carece de fontes?] Do mesmo modo, só participou também da estreia na Copa do Mundo FIFA de 1930. A partida, contra o Peru, marcou a inauguração oficial do estádio Centenário, mas os festejos viraram decepções diante do fraco desempenho uruguaio, um magro 1-0 contra uma seleção criada apenas três anos antes, com severas críticas da imprensa incluindo os dizeres "Os Deuses estão cansados!" do jornal El País.
Perucho lesionou-se naquela partida. O centroavante titular da Celeste passou a ser Peregrino Anselmo, que por sua vez lesionou-se na semifinal. Petrone foi uma das opções para a grande final, mas o técnico Alberto Suppici preferiu escalar Héctor Castro, outro ausente desde a estreia. Mesmo não possuindo uma das mãos, amputada aos 13 anos de idade, Castro era considerado mais apto pelo próprio Anselmo e também pelo capitão José Nasazzi e faria o gol que garantiu a conquista.
Aquele jogo contra o Peru, em 18 de julho de 1930, terminou sendo o último de Petrone pelo Uruguai.[carece de fontes?] Seu sucesso posterior na Fiorentina era indiferente, pois somente na década de 1970 é que a seleção passou a admitir a convocar quem jogasse no exterior.
Mesmo regressando ao Uruguai em 1933, viu a seleção recusar participar da Copa do Mundo FIFA de 1934, na própria Itália, em retaliação pela larga ausência das seleções europeias na edição de 1930. Até hoje, foi a única vez em que o campeão do torneio anterior não defendeu o título. Ainda que a postura não fosse adotada, Petrone enfrentaria a suspensão dada pela FIFA.
Ao todo, Perucho marcou 24 gols em 29 jogos por seu país,[carece de fontes?] tendo uma das melhores médias de gols da história da Celeste (0,86 por jogo). Atualmente, é em números absolutos o oitavo maior artilheiro da seleção uruguaia, colocação à qual seu nome se sujeitou apenas recentemente após ser ultrapassado desde a década de 1990 por Sebastián Abreu, Diego Forlán, Edinson Cavani e Luis Suárez.[carece de fontes?]